# سان جورجو أ كريمانو
San Giorgio a Cremano سان جورجو أ كريمانو مدينة جنوب إيطاليا في مقاطعة نابولي ضمن إقليم كامبانيا ، على جانب بركان فيسوفيو سكانها حوالي 52.807 نسمة .

## المناخ
يظهر الجدول التالي التغييرات المناخية على مدار السنة لسان جورجو أ كريمانو:
| البيانات المناخية لـسان جورجو أ كريمانو | البيانات المناخية لـسان جورجو أ كريمانو | البيانات المناخية لـسان جورجو أ كريمانو | البيانات المناخية لـسان جورجو أ كريمانو | البيانات المناخية لـسان جورجو أ كريمانو | البيانات المناخية لـسان جورجو أ كريمانو | البيانات المناخية لـسان جورجو أ كريمانو | البيانات المناخية لـسان جورجو أ كريمانو | البيانات المناخية لـسان جورجو أ كريمانو | البيانات المناخية لـسان جورجو أ كريمانو | البيانات المناخية لـسان جورجو أ كريمانو | البيانات المناخية لـسان جورجو أ كريمانو | البيانات المناخية لـسان جورجو أ كريمانو | البيانات المناخية لـسان جورجو أ كريمانو |
| الشهر                                   | يناير                                   | فبراير                                  | مارس                                    | أبريل                                   | مايو                                    | يونيو                                   | يوليو                                   | أغسطس                                   | سبتمبر                                  | أكتوبر                                  | نوفمبر                                  | ديسمبر                                  | المعدل السنوي                           |
| --------------------------------------- | --------------------------------------- | --------------------------------------- | --------------------------------------- | --------------------------------------- | --------------------------------------- | --------------------------------------- | --------------------------------------- | --------------------------------------- | --------------------------------------- | --------------------------------------- | --------------------------------------- | --------------------------------------- | --------------------------------------- |
| متوسط درجة الحرارة الكبرى °م (°ف)       | 12 (54)                                 | 12 (54)                                 | 15 (59)                                 | 17 (63)                                 | 22 (72)                                 | 26 (79)                                 | 29 (84)                                 | 29 (84)                                 | 26 (79)                                 | 21 (70)                                 | 16 (61)                                 | 13 (55)                                 | 20 (68)                                 |
| متوسط درجة الحرارة الصغرى °م (°ف)       | 4 (39)                                  | 5 (41)                                  | 6 (43)                                  | 8 (46)                                  | 12 (54)                                 | 16 (61)                                 | 18 (64)                                 | 18 (64)                                 | 16 (61)                                 | 12 (54)                                 | 8 (46)                                  | 5 (41)                                  | 11 (52)                                 |
| الهطول مم (إنش)                         | 90 (3.5)                                | 80 (3.1)                                | 70 (2.8)                                | 70 (2.8)                                | 50 (2.0)                                | 30 (1.2)                                | 20 (0.8)                                | 30 (1.2)                                | 70 (2.8)                                | 130 (5.1)                               | 120 (4.7)                               | 110 (4.3)                               | 940 (37.0)                              |
| المصدر: Weatherbase                     |                                         |                                         |                                         |                                         |                                         |                                         |                                         |                                         |                                         |                                         |                                         |                                         |                                         |

## السكان
في سنة 1861 بلغ عدد السكان 3٬693 نسمة، وتطور العدد ليصل في سنة 2011 لـ 45٬523 نسمة.
يظهر هذا المخطط البياني تطور النمو السكاني لـ سان جورجو أ كريمانو

## أعلام
- ماسيمو ترويزي
- ماريو بولييسي
- أوقست فيرا